# اعدام در ایران

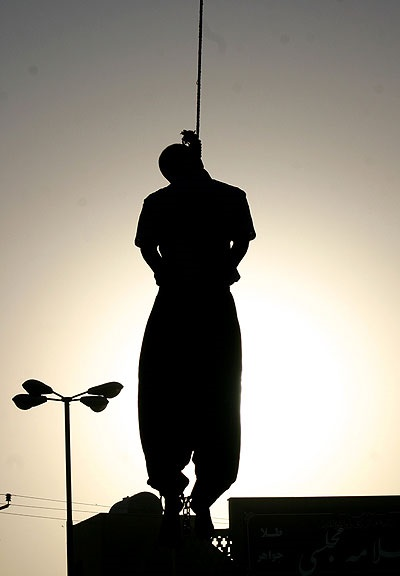
مجازات اعدام یا دار زدن (آویزان کردن از گردن برای کشتن مجرمان)

اعدام در ایران مطابق قانون مجازات اسلامی یکی از مجازات‌هایی است که اجرا می‌شود. اتهاماتی که حکم اعدام برای آن‌ها در نظر گرفته شده است شامل قتل، تجاوز جنسی، سوءاستفاده جنسی از کودکان، قاچاق موادمخدر، دزدی مسلحانه، آدم‌ربایی، تروریسم، رابطه جنسی با محارم، زنای محصنه، رابطهٔ جنسی نامشروع، لواط، همجنس‌گرایی، سوءرفتار جنسی، تن‌فروشی، تلاش برای براندازی نظام جمهوری اسلامی، نافرمانی مدنی، خرابکاری، آتش‌افروزی، شورش، ارتداد، کفرگویی، اخاذی، جعل، قاچاق، احتکار، ایجاد اخلال در تولید، تکرر در مصرف الکل، تهیه یا توزیع خوراک، نوشیدنی، لوازم آرایشی یا بهداشتی که مصرف یا استفاده از آن‌ها منجر به مرگ شود، تولید و پخش آثار پورنوگرافی، استفاده از پورن برای وسوسه جنسی، تکرر در متهم‌کردن دیگران به صورت دروغین به انجام زنا به صورتی که منجر به اعدام فرد بی‌گناه شود، تکرر در انجام دزدی، برخی جرائم نظامی (مانند فرار از صحنه جنگ، یا همکاری با دشمن و غیره)، محاربه (جنگ با خدا، فرستاده خدا و حکومت اسلامی)، افساد فی‌الارض، جاسوسی و خیانت است.
اعدام‌ها در نظام جمهوری اسلامی ایران به صورت متداوم وجود داشته است، اما سه موج بزرگ اعدام سیاسی در تاریخ جمهوری‌اسلامی شکل گرفته است. موج اول با وقوع انقلاب ۱۳۵۷ صورت گرفت که حدود بیش از ۸۰۰ نفر که اکثراً از نیروهای نزدیک به شاهنشاهی پهلوی، همچون برخی سیاستمداران و نظامیان و کارمندان، در دادگاه‌های انقلابی که اکثراً به صورت کوتاه برگزار شدند، به جرم «فساد فی الارض» و برای «پاکسازی جامعه از بقایای فاسد رژیم طاغوت»، توسط انقلابیون به مرگ محکوم و کشته می‌شدند. موج گسترده دیگر اعدام‌های زندانیان سیاسی عقیدتی ایران در سال ۱۳۶۰ رخ داد که اطلاعات بیش از ۳ هزار و ۵۰۰ نفر از اعدام شدگان ثبت شده است. به خلاف موج اول، این بار اکثریت اعدام شدگان از نیروهای انقلابی‌ای هستند که توسط دیگر انقلابیون به قدرت رسیده اعدام شدند. گروه‌های کوچکی نیز در این موج اعدام به عنوان پادشاهی‌خواهان یا حامیان حکومت پهلوی وجود داشتند. در نهایت موج اعدام‌های دسته‌جمعی تابستان ۱۳۶۷ ایران بزرگ‌ترین موج اعدامی بود که تقریباً تمامی آنها میان گروه‌های انقلابی حاضر در ۱۳۵۷ شکل گرفت.
ایران بالاترین نرخ اعدام نسبت به جمعیت در جهان را دارد. این کشور بعد از چین از نظر تعداد اعدام در رتبه دوم قرار دارد. علی‌رغم این، نظام جمهوری اسلامی اصرار دارد ارقامی که سازمان‌های حقوق بشری برای میزان اعدام در این کشور منتشر می‌کنند «اغراق‌شده» هستند.
در سال ۲۰۲۳ امار اعدام در ایرای به بالای ۷۰۰ نفر رسید در روز ۸ اردیبهشت ۱۴۰۱ دو سازمان حقوق بشری ایرانی و فرانسوی از افزایش صد درصدی اجرای حکم اعدام در ایران پس از روی کار آمدن ابراهیم رئیسی به‌عنوان رئیس‌جمهور جمهوری اسلامی خبر دادند که حاکی از اعدام ۳۳۳ تن در سال ۲۰۲۱ و افزایش ۲۵ درصدی نسبت به سال قبل می‌باشد.
۳۱ خرداد ۱۴۰۱ معاون حقوق بشر دبیرکل سازمان ملل در پنجاهمین جلسه شورای حقوق بشر سازمان ملل، موارد بسیاری از نقض حقوق بشر توسط سوی جمهوری اسلامی را گزارش کرد و اعلام کرد که حکومت ایران در سه‌ماهه اول سال ۲۰۲۲ میلادی دست‌کم ۱۰۵ نفر را اعدام کرده است.
مبارزه با مجازات اعدام در طول سالهای پس از انقلاب ادامه داشته است و مردم و فعالان سیاسی تحت عناوین و کارزارهای مختلفی مخالفت خود با اعدام را ابراز کرده‌اند، از جملهٔ این کارزارها می‌توان به لگام: لغو گام به گام اعدام، و کارزار سه‌شنبه‌های نه به اعدام، کمپین اشاره کرد. فعالان حقوق بشر همچون مینا احدی، نرگس محمدی، آتنا دائمی و بسیاری دیگر و گروه‌های حقوق بشری مانند کمیته بین‌المللی علیه اعدام، مجموعه فعالان حقوق بشر در ایران و مرکز عبدالرحمن برومند در این زمینه فعال بوده‌اند. در این میان کارزار سه‌شنبه‌های نه به اعدام، به علت مشارکت فعال و آغازگری زندانیان عادی و سیاسی و گسترش آن به زندانهای سراسر ایران، تدوام و توجه بین‌المللی قابل توجه است.
در سال ۲۰۲۳، ایران با اعدام دست‌کم ۸۵۳ نفر، مسئول ۷۴ درصد از کل اعدام‌های ثبت‌شده در جهان بوده‌است.
در سال ۲۰۲۴، دست‌کم ۹۷۵ تن در ایران اعدام شدند که نسبت به سال گذشته ۱۷ درصد افزایش داشته است. از این تعداد، تنها ۹۵ مورد (کمتر از ۱۰ درصد) به‌طور رسمی از سوی مقام‌های ایرانی یا رسانه‌های داخلی گزارش شدند. ۹۰ درصد از اعدام‌های ثبت‌شده در گزارش، یعنی ۸۸۰ مورد، بدون اعلام رسمی انجام شده‌اند. بیش از نیمی از اعدام‌ها (۵۰۳ مورد، معادل ۵۱٫۶ درصد) به جرایم مرتبط با مواد مخدر اختصاص داشت که نشان‌دهنده افزایش قابل‌توجهی نسبت به سال‌های گذشته است. با این حال، تنها ۳ درصد از این اعدام‌ها به‌طور رسمی اعلام شد. همچنین، ۴۱۹ مورد (۴۳ درصد) به اتهام قتل انجام شد که دو تن از اعدام‌شدگان از معترضان بودند. علاوه بر این، دست‌کم ۳۱ نفر به اتهامات امنیتی از جمله محاربه، بغی و افساد فی‌الارض اعدام شدند. اعدام زنان در سال ۲۰۲۴ به بالاترین میزان در ۱۷ سال گذشته رسید و دست‌کم ۳۱ زن اعدام شدند. در میان اعدام‌شدگان، یک کودک-مجرم، چهار مورد اعدام در ملأعام، و دست‌کم پنج نفر با بیماری‌های روحی یا معلولیت مشاهده شدند. همچنین، ۸۰ شهروند افغان در میان اعدام‌شدگان بودند که این رقم نسبت به سال‌های گذشته افزایش چشمگیری داشته است. براساس گزارش سازمان عفو بین‌الملل، ایران در سال ۲۰۲۴ مسئول ۶۴ درصد از کل اعدام‌های ثبت‌شده در جهان بوده‌است.
در مارس ۲۰۲۵، شمار اعدام‌ها نسبت به مارس ۲۰۲۴، رشدی معادل ۲۲۲ درصد داشت. در پنج ماه نخست سال ۲۰۲۵، جمهوری اسلامی ایران ۵۱۱ نفر را اعدام کرد.

## قاضی‌های مشهور به اعدام در ایران
این قضات به خاطر تعداد اعدام‌هایی که مجوز داده‌اند، مشهور هستند.
- آیت‌الله محمدصادق گیوی خلخالی - در یک مصاحبه، خلخالی شخصاً تأیید کرد که بیش از ۱۰۰ حکم اعدام صادر کرده است، هرچند بسیاری از منابع معتقدند که تا زمان مرگش، ۸۰۰۰ نفر از مردان و زنان را به قتل رساند. در برخی موارد، او خود اعدام‌کننده بود و قربانیانش را با استفاده از مسلسل اعدام می‌کرد. در مصاحبه‌ای با روزنامه فرانسوی لو فیگارو، گفت: «اگر قربانیانم به زمین بازگردند، دوباره آن‌ها را اعدام می‌کنم، بدون استثنا».[۲۴]
- آیت‌الله ابراهیم رئیسی - به عنوان معاون دادستان کل تهران، رئیسی عضو «هیئت مرگ» تهران در زمان اعدام‌های سیاسی زندانیان ایرانی در سال ۱۹۸۸ بود. مشارکت رئیسی در این اعدام‌ها در سال ۲۰۱۶ هنگامی که حسینعلی منتظری یک ضبط صوتی از جلسه «کمیته مرگ» تهران در اوت ۱۹۸۸ منتشر کرد، مورد توجه قرار گرفت. در یک سخنرانی در سال ۲۰۱۸ به عنوان رئیس‌جمهور ایران، رئیسی حضور خود در جلسه ۱۹۸۸ را انکار نکرد. بر اساس گزارش سازمان حقوق بشر عفو بین‌الملل، در این سخنرانی رئیسی به کشتارها به عنوان «یکی از دستاوردهای افتخارآمیز نظام» اشاره کرد.[۲۵] به خاطر نقش خود، رئیسی شهرتی به عنوان قاضی اعدام‌کننده کسب کرد[۲۶][۲۷]و به نام «قصاب تهران» ملقب شد[۲۸]
- ابوالقاسم صلواتی - او یکی از قضات است که سازمان‌های حقوق بشر به عنوان ابزار سرکوب روزنامه‌نگاران و فعالان سیاسی تحت تأثیر دستگاه‌های اطلاعاتی و امنیتی ایران برجسته کرده‌اند. به جز صلواتی، دیگر قضات دادگاه‌های انقلاب شامل محمد مقیسه، قضات پیشین یحیی پیرباباسی و حسن زارعی ده‌نو (مشهور به قاضی حداد)، قاضی دادگاه رسانه‌ها بیژن قاسم‌زاده، و قضات تجدیدنظر حسن بابایی، احمد زارگر و قاضی سادات هستند. این قضات به نظارت بر بی‌عدالتی‌های قضایی در محاکمه‌هایی که در آن‌ها روزنامه‌نگاران، وکلا، فعالان سیاسی و اعضای اقلیت‌های قومی و مذهبی ایران به محکومیت‌های طولانی‌مدت، شلاق و حتی اعدام محکوم شده‌اند، متهم شده‌اند.[۲۹]

## جرایم
احکام اعدام در ایران، برای جرائمی از جمله سرقت مسلحانه، خیانت، جاسوسی، قتل، برخی از جرایم نظامی، قاچاق مواد مخدر، تجاوز جنسی، همجنس‌گرایی، لواط، سوء رفتار جنسی، روابط محارم، زنا، فحشا، توطئه برای سرنگونی رژیم اسلامی، مخالفت سیاسی، خرابکاری، ارتداد، کفرگویی، زنا، تولید و نشر پورنوگرافی،سرقت، مصرف مکرر الکل، سرقت مکرر، شورش، برخی جرایم اقتصادی، آدم‌ربایی، تروریسم و چند مورد دیگر است.
در قانون ایران، چهار دسته جرم وجود دارد: جرایم قصاص، جرایم حد، جرایم تعزیر و جرایم بازدارنده.

### سیستم قضایی
در ایران، قوانین توسط مجلس شورای اسلامی، که به عنوان پارلمان ایران (مجلس) نیز شناخته می‌شود، تصویب می‌شوند. این قوانین باید توسط شورای نگهبان تأیید و توسط رئیس‌جمهور ایران امضا شوند. قوانین باید با شریعت سازگار باشند، هرچند بسیاری از قوانین از حقوق مدنی قبل از انقلاب گرفته شده‌اند، نه از شریعت. به عنوان مثال، در حالی که تقریباً ۸۰٪ از اعدام‌های ایران برای قاچاقچیان مواد مخدر انجام می‌شود، قوانین مربوط به قاچاق مواد مخدر بخشی از حقوق مدنی ایران هستند، نه قوانین شریعت.
در ایران سه نوع دادگاه کیفری وجود دارد. دادگاه‌های کیفری بدوی جرایم جدی، جرایم حد و قصاص مانند قتل، تجاوز و سرقت را محاکمه می‌کنند. این دادگاه‌ها می‌توانند حکم اعدام صادر کنند. دادگاه‌های کیفری تجدیدنظر به تخلفات و جنحه‌ها رسیدگی می‌کنند. دادگاه‌های انقلاب اسلامی به جرایمی که علیه دولت و نهادهای وابسته به آن انجام می‌شود، رسیدگی می‌کنند. این جرایم شامل قاچاق (مثلاً مواد مخدر یا سلاح)، تروریسم، جعل و خیانت به کشور می‌شود. دادگاه‌های انقلاب نیز می‌توانند حکم اعدام صادر کنند.
در اکثر موارد (حدود ۹۰٪)، اعدام‌ها در زندان استانی در استانی که جرم در آن رخ داده است، انجام می‌شود. در موارد جدی، مجرم به صورت علنی در محلی که جرم انجام شده است، اعدام می‌شود. بسیاری از مجرمان جدی یا مجرمان مرتبط با مواد مخدر به زندان‌های بزرگتر و متمرکزتر، مانند زندان‌های اوین و گوهردشت در تهران و زندان وکیل‌آباد در مشهد، منتقل می‌شوند.
حکم اعدام می‌تواند به دیوان عالی کشور ایران ارجاع شود، که می‌تواند حکم را تأیید یا رد کند. اگر دیوان عالی کشور ناهماهنگی‌هایی را بیابد، می‌تواند پرونده را برای محاکمه مجدد به دادگاه پایین‌تری ارجاع دهد. هیچ محدودیتی در تعداد دفعات درخواست تجدیدنظر توسط متهم وجود ندارد، اما اگر گناه اثبات شود، دادگاه حکم را تأیید خواهد کرد. در موارد قتل و تجاوز جنسی، مرتکب می‌تواند از خانواده قربانی درخواست بخشش کند؛ در سایر موارد، مرتکب می‌تواند از «کمیسیون عفو و بخشودگی» ایران درخواست تخفیف در حکم خود کند.
در سال ۲۰۱۱، اصلاحیه‌ای در قانون مبارزه با مواد مخدر، حق تجدیدنظر رسمی برای مجرمان تکراری مواد مخدر را لغو کرد. در عوض، آن‌ها می‌توانند مستقیماً به دادستان کل کشور ایران اعتراض کنند. این تغییر به دلیل حجم بالای پرونده‌های مواد مخدر و ازدحام دادگاه‌های تجدیدنظر که قادر به انجام سریع وظایف خود نبودند، ایجاد شد.
اغلب اجرای حکم اعدام تا زمانی که فرد دوره محکومیت زندان خود را به پایان برساند، به تأخیر می‌افتد. در برخی موارد قتل و تجاوز جنسی، اجرای حکم تا پنج سال به تعویق می‌افتد تا امکان بخشش و رسیدن به توافق حداکثر شود.
در ایران (مانند سایر کشورهای مسلمان)، دو نوع حکم اعدام وجود دارد. نخستین نوع حکم، «قصاص نفس» است، که در آن خانواده قربانی قتل از بخشش قاتل امتناع می‌کند (برای جزئیات بیشتر به «جرایم قصاص» مراجعه کنید). نوع دیگر، حکم اعدام عادی، «حکم اعدام»" است، که برای جرایمی مانند تجاوز جنسی و قاچاق مواد مخدر صادر می‌شود. این احکام در حقوق ایران کاملاً جداگانه هستند و این موضوع موجب سردرگمی در منابع خبری شده است، زمانی که مقامات می‌گویند یک قتل منجر به «اعدام» نخواهد شد، بلکه به «قصاص» خواهد انجامید.
در سال ۲۰۱۵، سازمان عفو بین‌الملل استدلال کرد که اعدام‌ها در ایران پس از احکام صادره از دادگاه‌هایی انجام می‌شود که تقریباً همیشه «کاملاً فاقد استقلال و بی‌طرفی» هستند و اینکه «محاکمات در ایران به شدت معیوب هستند، متهمان اغلب از دسترسی به وکلا محروم می‌شوند، و رویه‌های مناسب برای تجدیدنظر، عفو و کاهش مجازات وجود ندارد».

### جرایم قصاص (قتل)
در حقوق شریعت اسلامی، جرم قصاص یک دسته از جرایم است که می‌تواند با قصاص مجازات شود. جرم عمدی قتل (قتل عمد) یکی از جرایم شریعتی است که با قصاص مجازات می‌شود، که در این مورد به معنای «یک زندگی در برابر یک زندگی» است.
دیّه یک ادعای مصالحه خصوصی بین خانواده قربانی و مرتکب است. خانواده قربانی این اختیار را دارند که با پذیرش دیّه (یک تسویه مالی برای جبران خسارت خانواده) مجرم را ببخشند به جای اینکه اجازه دهند مرتکب اعدام شود. از آنجا که قتل به عنوان یک مسئله خصوصی بین مرتکب و خانواده قربانی در نظر گرفته می‌شود، دولت نمی‌تواند حکم قصاص نفس را کاهش دهد. محکومیت، اما نه حکم، قابل تجدیدنظر است. قضات تنها می‌توانند پیشنهاداتی در مورد اقداماتی که خانواده باید انجام دهد ارائه دهند و در بسیاری از موارد از خانواده می‌خواهند که قاتل را ببخشند.
در بسیاری از موارد، قضات سعی می‌کنند خانواده را به بخشیدن قاتل متقاعد کنند و گاهی آن‌ها را تحت فشار قرار می‌دهند. اغلب، اجرای حکم اعدام برای مدت پنج سال پس از ارتکاب قتل به تأخیر می‌افتد تا خانواده را به بخشش ترغیب کنند و زمانی برای پرداخت دیّه توسط قاتل فراهم شود. اگر مورد عفو قرار گیرد، مرتکب هنوز با مجازات‌های کیفری تحت کد تعزیر مواجه خواهد بود. هر کسی که قتل عمدی انجام دهد باید حداقل ۲ تا ۳ سال زندان را تحمل کند، که معمولاً برابر با زمانی است که برای پرداخت دیّه نیاز است. معمولاً، احکام زندان طولانی‌تری صادر می‌شود و اگر جرایم دیگری همراه با قتل ارتکاب یافته باشد، فرد مدت زمان بیشتری را در زندان سپری خواهد کرد، که ممکن است حتی تا حبس ابد نیز ادامه یابد.
مرتکب ممکن است به خاطر قتل محکوم شود در صورتی که اعتراف کند، اگر دو شاهد بر وقوع جرم شهادت دهند، اگر ۵۰ شهادت سوگند خورده وجود داشته باشد، و/یا اگر یک یا چند نفر ۵۰ بار علیه متهم شهادت دهند. با این حال، در عمل، قضات همچنین شواهد غیرمستقیم را نیز می‌پذیرند.
قصاص در مواردی مانند دفاع مشروع یا قتل غیرعمد که شرایط اثبات فوق تأمین نشده باشد، به نوجوانان (سن ۱۵ برای پسران، ۹ برای دختران قبل از ۲۰۰۸؛ بعد از ۲۰۰۸، سن ۱۸ در اکثر موارد)، به کسانی که به دیوانگی شناخته شده‌اند، در صورتی که قربانی همسر یا معشوق همسر مرتکب باشد و مرتکب همسر را در حال ارتکاب زنا مشاهده کرده باشد، یا در مورد پدری که فرزندانش را به قتل می‌رساند، قابل اعمال نیست. در این موارد، مرتکب از طریق حکم تعزیری، که می‌تواند از ۲ سال تا حبس ابد متغیر باشد، مجازات می‌شود. گاهی، مجازات اعدام می‌تواند در صورت محکومیت به محاربه («پراکندن فساد در زمین») اعمال شود. جرایم ناشی از احساسات ممکن است همیشه به عنوان دفاع مشروع شناخته نشود، به استثنای همسری که در حال زنا دیده شده باشد (مجازات آن حبس است). افرادی که در دفاع مشروع قتل می‌کنند معمولاً پس از پرداخت دیّه به خانواده قربانی می‌توانند آزاد شوند و دادگاه‌ها معمولاً به تسهیل این فرایند کمک می‌کنند.
در موارد قتل غیرعمد یا عدم وجود شواهد کافی، مرتکب موظف به پرداخت دیّه نیست. اگر یک قاتل تحت دستور شخص دیگری عمل کرده باشد و بتواند آن را اثبات کند، ممکن است مجازات تعزیری از جمله حبس، جریمه و/یا شلاق دریافت کند، اما در برخی موارد حتی ممکن است حکم اعدام صادر شود. در این موارد، افرادی که دستور قتل را داده‌اند، تحت قصاص یا دیّه قرار می‌گیرند. اگر زن بارداری که پس از سه‌ماهه اول بارداری کشته شود، این به عنوان قتل دو نفر در نظر گرفته می‌شود.
اگر خانواده درخواست قصاص کند، نمی‌توانند دیّه دریافت کنند، هرچند ممکن است مقداری جبران خسارت مدنی دریافت کنند. اکثر موارد (۲/۳) از طریق دیّه حل و فصل می‌شود. اعدام‌های قصاصی درصد کمتری از اعدام‌ها در ایران را تشکیل می‌دهند و شامل ۲۰ تا ۳۰٪ از مجموع اعدام‌ها هستند (گرچه افرادی که به اتهام دیگر جرایم اعدام شده‌اند ممکن است قبلاً مرتکب قتل شده باشند).
جدول‌های دیّه هر سال توسط دولت ایران تعیین می‌شود. دیّه معادل قیمت ۱۰۰ شتر است و باید به صورت نقدی پرداخت شود. دیّه در صورتی که قتل عمدی در ماه‌های مقدس رمضان و محرم انجام شده باشد، دو برابر می‌شود. با این حال، در عمل، دیّه بین طرفین مذاکره شده و معمولاً مبلغ پرداختی کمتر یا بیشتر از مقدار رسمی تعیین می‌شود. اگر شخص نتواند دیّه را پرداخت کند، تا زمانی که مبلغ پرداخت نشود، در زندان نگهداری خواهد شد، حتی اگر دوره زندان تعزیری او به پایان رسیده باشد. معمولاً خانواده یا دوستان او موظف به کمک برای جمع‌آوری مبلغ هستند، یا در برخی موارد، دولت می‌تواند هزینه آن را پرداخت کند.
بر اساس جداول رسمی، خانواده قربانی زن نصف مبلغ دیّه را در مقایسه با خانواده مرد دریافت می‌کند (اگرچه مبلغ در موارد قتل‌های تصادفی برابر است)؛با این حال، در عمل، دیّه معمولاً از طریق مذاکره تعیین می‌شود و معمولاً مبلغ برابر است، به ویژه در سال‌های اخیر.
قبل از سال ۲۰۰۴، غیرمسلمانان نصف دیّه مسلمانان دریافت می‌کردند، اما قانون تغییر کرد و اکنون دیّه مسلمانان و غیرمسلمانان برابر است.

### جرایم حدی
جرایم حدی در قرآن ذکر شده‌اند و به جرایم مشابه به جنایات بزرگ مقایسه می‌شوند. برخی از این قوانین بخشی از قانون مجازات ایران هستند، در حالی که برخی دیگر نیستند. مجازات‌های آن‌ها نیز در قرآن و حدیث توصیف شده است. برای اثبات جرایم حدی باید به وسیله اعتراف، دو شاهد (چهار شاهد در مورد زنا) یا در موارد نادر، «علم قاضی» (جایی که بر اساس شواهد موجود، گناه متهم به وضوح روشن است) اثبات شود. اگر دادستان نتواند اثبات لازم برای جرم حدی را ارائه دهد، پرونده به عنوان جرم تعزیری کمتر محاکمه می‌شود. اجرای جرایم حدی در ایران به‌طور قابل توجهی با آنچه در شریعت کلاسیک تجویز شده، متفاوت است. محکومیت برای این جرایم نیازمند نرخ بالای اثبات است و نمی‌تواند زمانی که شک معقولی وجود دارد، صادر شود. تمام جرایم حدی همچنین دارای مجازات تعزیری هستند و در اکثر موارد، مرتکب به مجازات تعزیری محکوم می‌شود. اگر مرتکب توبه کند، مجازات حدی ممکن است عفو شود.
در اکثر موارد، افرادی که جرم حدی مرتکب می‌شوند، به مجازات‌های تعزیری مانند حبس یا جریمه محکوم می‌شوند، اما در برخی موارد جدی، ممکن است مجازات حدی به همراه آن نیز اعمال شود.
محاربه («جنگ علیه الله» یا «جنگ علیه دولت») اتهامی است که علیه افرادی که اقداماتی علیه دولت انجام می‌دهند، مطرح می‌شود. جرم مرتبط دیگر مفسد فی‌الارض است، که به معنای «پراکندن فساد در زمین» است و می‌تواند برای جرایم سیاسی مانند خیانت به کار رود. سیستم قضایی ایران همچنین از جرم مرتبط دیگری به نام بغی استفاده کرده است، که به معنای «شورش مسلحانه علیه دولت اسلامی» است،به ویژه علیه معترضان در اعتراضات مهسا امینی در سال ۲۰۲۲. این جرایم قابل مجازات با اعدام یا حبس ابد هستند.
به‌طور مشابه، دادگاه ممکن است تصمیم بگیرد که اگر جرایم یک شخص (از هر نوعی) به قدری شنیع باشند و شخص تهدید مداوم برای جامعه باشد، او به جرم «مفسد فی‌الارض» (پراکندن فساد در زمین) محکوم شود، که جرم مرتبطی است و مجازات آن می‌تواند اعدام یا حبس باشد.
با این حال، محاربه و مفسد فی‌الارض به خاطر این معروف هستند که اتهامات سیاسی به ظاهر به عنوان جرایم دینی مطرح می‌شوند. این اتهامات غالباً علیه کسانی که در جاسوسی، خیانت، فعالیت‌های سیاسی، مخالفت با دولت، یا تروریسم درگیر هستند، مطرح می‌شود. در سال ۲۰۰۸، «عملیات در باندهای فحشا» و «راه‌اندازی وب‌سایت‌ها/کسب‌وکارهای پورنوگرافی» به فهرست اضافه شد. جرایم اقتصادی کلان که باعث اختلال در اقتصاد می‌شوند، نیز در صورتی که مرتکب به جرم مفسد فی‌الارض محکوم شود، قابل مجازات با اعدام است. عضویت در گروه‌های مخالف مسلح رژیم یا شرکت در «اختلالات شورشی» / «عملیات مسلحانه» علیه دولت، در صورت محکومیت به محاربه، قابل مجازات با اعدام یا حبس است.

### زنا/جرایم جنسی

#### زنا
زنا (زنا محسنه) برای افراد مجرد با ۱۰۰ ضربه شلاق مجازات می‌شود و در مرتبه چهارم به اعدام محکوم می‌شود. برای افراد متأهل و در تمامی موارد زنا با محارم، مجازات اعدام (سنگسار) است. اگر مرد غیرمسلمان مجرد با زن مسلمان رابطه جنسی داشته باشد، مرد غیرمسلمان به اعدام محکوم می‌شود. برای اثبات زنا، چهار شاهد (به جای دو شاهد) لازم است، فرد باید چهار بار اعتراف کند، یا باید با «علم قاضی» (از طریق شواهد قطعی غیرمستقیم) محکوم شود. اگر فرد دو بار اعتراف کند و «توبه» کند یا خانواده قربانی زناکار را عفو کند، قاضی می‌تواند به جای آن مجازات تعزیری ۹۹ ضربه شلاق یا حبس را تعیین کند. محکومیت‌ها و اعدام‌ها برای این جرم به شدت نادر است و معمولاً تنها در موارد اعدام انجام می‌شود و حتی در آن موارد نیز نادر است.
بین سال‌های ۱۹۷۹ و ۲۰۰۲، ۴۰ تا ۷۶ اعدام به جرم زنا/زنا با محارم (از طریق سنگسار) برای مردان و زنان ثبت شده است. حتی اگر تعداد واقعی بیشتر باشد، این مجازات به هر حال نادر است و نسبت به موارد تأیید شده زنا کم است. این مجازات معمولاً در شرایط تشدید شده که چهار شاهد یا اعتراف موجود باشد و همسر فوت کرده باشد، اجرا می‌شود. بیشتر زناکاران بدون مجازات می‌مانند یا مجازات سبک‌تری دریافت می‌کنند. طلاق معمولاً روش رایج در برخورد با زنا است.

#### تجاوز جنسی
تجاوز جنسی (زنا به عنف) به زنا مرتبط است، همان الزامات اثبات را دارد و مجازات آن اعدام (دار زدن) است. در ایران، در بیشتر موارد، محکومیت‌ها یا بر اساس اعتراف یا «علم قاضی» صادر می‌شود، نه بر اساس شهادت شاهدان.
در بسیاری از موارد، قربانی تجاوز جنسی با قبول غرامت (جرحه) به عنوان معادل مهریه، پرونده را با کنار گذاشتن اتهامات یا عفو متجاوز حل و فصل می‌کند. این مشابه دیّه است، اما معادل مهریه یک زن است. همچنین زن می‌تواند برای جراحات وارد شده دیّه دریافت کند. معمولاً، متجاوز همچنان با مجازات‌های تعزیری مواجه می‌شود، مانند ۱۰۰ ضربه شلاق و حبس برای اعمال نادرست، و اغلب با مجازات‌های بیشتری برای دیگر جرایم ارتکابی همزمان با تجاوز جنسی، مانند آدم‌ربایی، حمله، و اختلال در نظم عمومی، مواجه می‌شود.
کیوان امام وردی، متهم پرونده‌های متعدد آزار جنسی، با تودیع وثیقه ۲۰ میلیارد تومانی از زندان آزاد شد. شیما قوشه، وکیل شکات اعلام کرد که درخواست ممنوع‌الخروجی آقای امام وردی از سوی دادگاه رد شده است.
کیوان امام‌وردی، معروف به کیوان امام، فارغ‌التحصیل رشته باستان‌شناسی از دانشگاه تهران، در تابستان ۱۳۹۹ به اتهام آزار جنسی زنان و دختران بازداشت و با اتهام افسادفی‌الارض مواجه شد. در سال ۱۴۰۲، وی از این اتهام تبرئه شد، اما پرونده مربوط به اتهام تجاوز به عنف برای رسیدگی به دادگاه کیفری یک استان تهران ارجاع گردید. پس از نزدیک به دو سال بازداشت، دادگاه وثیقه‌ای با مبلغ مذکور تعیین کرد.
کیوان امام‌وردی، متهم به آزار جنسی تعدادی از زنان، پس از افشاگری‌های گسترده در فضای مجازی در سال ۱۳۹۹ بازداشت شد. این پرونده به دلیل حجم گسترده شکایات و بازتاب وسیع در رسانه‌ها به عنوان یکی از پرونده‌های جنجالی مرتبط با جرایم جنسی مطرح شده است. بررسی اتهامات تجاوز به عنف وی همچنان ادامه دارد. او پیشتر در مرحله بدوی دادگاه رسیدگی به اتهامات خود، از بابت اغفال و تجاوز به دانشجویان دختر پردیس هنرهای زیبا دانشگاه تهران به اعدام محکوم شد که این حکم در مراحل بعدی دادرسی، نقض شد.

#### لواط
لواط با مجازات اعدام مواجه است. قاضی می‌تواند نوع اعدام را تعیین کند، اما در عمل، همیشه اعدام به دار است. الزامات اثبات مشابه زنا است و چنین احکام بسیار نادر است. اگر یکی از شرکت‌کنندگان رضایت‌مند زیر ۱۸ سال باشد، مجازات برای فرد نابالغ ۱۰۰ ضربه شلاق است. اگر مرتکب توبه کند، معمولاً مجازات کاهش یافته به ۹۹ ضربه شلاق دریافت می‌کند. تمام افرادی که به لواط محکوم می‌شوند، علاوه بر این یک سال به حبس می‌روند و ممکن است به تشخیص قاضی مدت زمان بیشتری نیز به حبس محکوم شوند. تعداد کمی از افراد به جرم لواط به اعدام محکوم می‌شوند، اما قبل از سال ۲۰۱۲، هر دو شریک ممکن بود به اعدام محکوم شوند.
به منظور جلوگیری از همجنس‌گرایی مردانه در جمهوری اسلامی ایران، دولت عمل‌های جراحی تغییر جنسیت را تشویق و یارانه می‌دهد. پس از عمل، فردی که اکنون جنس ماده شناخته می‌شود، می‌تواند در ازدواج‌های موقت شیعه (صیغه / نکاح المتحلة) شرکت کند و به این ترتیب از ارتکاب جرم همجنس‌گرایی و زنا اجتناب کند.

#### نوشیدن مشروبات الکلی
نوشیدن الکل (یک لیوان) با ۸۰ ضربه شلاق مجازات می‌شود، اما تخلفات مکرر ممکن است به مجازات اعدام منجر شود، هرچند که به ندرت اعمال می‌شود. در سال ۲۰۱۲، دو مرد به دلیل تخلف سوم در خراسان به اعدام محکوم شدند. این حکم توسط دیوان عالی تأیید شد، اما ممکن است در صورت توبه محکوم‌شدگان به شلاق کاهش یابد. در ۹ تیر ۲۰۲۰، مردی در مشهد به خاطر مصرف الکل اعدام شد. سیستم قضایی بعداً اجرای حکم را تأیید کرد و دفاع کرد که او پیش از این هم مرتکب تخلفات نوشیدنی شده بود.

#### ارتداد / تغیر مذهب از اسلام
ارتداد (تغیر مذهب از اسلام) در قانون جزایی ایران مدون نشده است، اما با توجه به نقش اصلی شریعت در سیستم حقوقی، همچنان تحت پیگرد قضائی قرار می‌گیرد. حدود دویست نفر از پیروان دین بهائی، که دینی بومی است اما به عنوان نوعی ارتداد ممنوع شده، اعدام شده‌اند، در حالی که بسیاری از آنها در حال حاضر در زندان هستند. طیف گسترده‌ای از مجازات‌های شدید و جزئی به‌طور روتین بر جامعه بهاییان اعمال می‌شود، از جمله ممنوعیت ورود جوانان بهایی به دانشگاه. مجازات اعدام ممکن است برای مردان صادر شود، هرچند آخرین مورد چنین اعدام در سال ۱۹۹۰ بوده است. موردی نظیر یوسف ندرخانی، کشیش مسیحی ایرانی که در ۲۱–۲۲ سپتامبر ۲۰۱۰ در استان گیلان به اعدام به جرم ارتداد محکوم شد، اما حکم اجرا نشده است. برای زنان، حداکثر مجازات حبس ابد است.

#### توهین به محمد یا به اسلام
اهانت (سبّ النبی) به پیامبر محمد، دخترش یا خانواده‌اش در ایران جرم محسوب می‌شود و شخصی که به اهانت متهم شود به‌طور پیش‌فرض به ارتداد نیز محکوم می‌شود. اهانت به مرگ یا حبس مجازات می‌شود.
این موضوع با فتوای آیت‌الله خمینی علیه احمد سلمان رشدی صادر کرد و رهبر بعدی جمهوری اسلامی، سید علی خامنه‌ای نیز در سال ۱۳۸۳، حکم خمینی را غیرقابل‌تغییر خواند. حمله و آسیب به احمد سلمان رشدی توسط یک باورمند اسلام‌گرا انجام شد.

## روش‌های اعدام در ایران

### دار زدن
دار زدن رایج‌ترین روش اعدام در ایران در قرن بیست و یکم است که یا در زندان انجام می‌شود. یا در میدان‌های عمومی شهر.
در مقایسه با کشورهای دیگر که از دار زدن استفاده می‌کنند (مانند ژاپن یا مالزی) و دارهای پیچیده‌ای برای افتادن محکوم و شکست گردن طراحی شده است، دارهای ایران بسیار ساده و ارزان هستند. آن‌ها تنها از یک قاب و یک چهارپایه تشکیل شده‌اند، و برخی از چهارپایه‌ها می‌توانند تا هفت نفر را هم‌زمان نگه دارند و دارای چرخ هستند. اعدام‌های عمومی معمولاً با استفاده از جرثقیلهای متحرک انجام می‌شود. گاهی، قربانی از جرثقیل آویزان می‌شود، اما بیشتر اوقات، جرثقیل به عنوان دار استفاده می‌شود و فرد از روی چهارپایه کشیده می‌شود. قربانی معمولاً با چشم‌بند بسته می‌شود. طناب‌های دار ایرانی ضخیم هستند و دارای ۷–۱۰ حلقه گره‌دار هستند و معمولاً از طناب پلاستیکی آبی ساخته شده‌اند و افت کمی دارند. مرگ به دلیل خفگی و واکنش کاروتید (جایی که عروق خون به سر قطع می‌شود) رخ می‌دهد و ۱۰–۲۰ دقیقه طول می‌کشد، که باعث درد و رنج قابل مشاهده برای محکوم می‌شود.
از جمله اعدام‌های معروف در ایران می‌توان به اعدام اصغر قاتل و محمد بیجه، «خون‌آشام صحرا» که ۳۷ کودک را مورد تجاوز و قتل قرار داد، در سال ۲۰۰۵ اشاره کرد. در بامداد ۲۷ ژوئیه ۲۰۰۷، ۲۹ مرد در زندان اوین به جرم‌های مختلفی از جمله قتل و قاچاق مواد مخدر اعدام شدند. در سال ۲۰۱۰، شهلا جاهد در تهران به خاطر قتل همسر فوتبالیست ایرانی، ناصر محمدخانی، در سال ۲۰۰۲ اعدام شد. در سال ۲۰۰۴، دختری نوجوان به نام عاطفه سهاله، که ۱۶ ساله بود، به اعدام محکوم شد و دو هفته بعد در یک میدان عمومی به اتهام زنا و «جرائم علیه عفت» به دار آویخته شد. در سال ۲۰۰۹، اعدام عمومی دو مرد در سیرجان به خاطر سرقت مسلحانه با مداخله بستگان قطع شد که با هجوم به دار و پایین کشیدن مردان در حالی که هنوز زنده بودند، به پایان رسید؛ آن‌ها بعداً دوباره دستگیر شده و تا مرگ به دار آویخته شدند. ویدئویی از این حادثه در اینترنت منتشر شد.

### تیرباران
در سال‌های پس از انقلاب اسلامی ۱۹۷۹، هزاران نفر به اتهامات سیاسی از جمله قاچاق مواد مخدر و جرم‌های علیه جمهوری اسلامی توسط دادگاه‌های انقلاب تازه تأسیس به اعدام با تیراندازی محکوم شدند. از جمله افرادی که اعدام شدند، بسیاری از وزرای سابق شاه، مانند نخست‌وزیر پیشین امیرعباس هویدا و رئیس ساواک، ژنرال نعمت‌الله نصیری، بودند. تا سال ۱۹۸۰، یک سال پس از سقوط شاه، جمهوری اسلامی جدید بیش از ۷۰۰ نفر را با تیراندازی اعدام کرد. بسیاری از اعضای رژیم پیشین به دلیل محاکمات مغرضانه مظنون به اعدام ناعادلانه هستند. کمپین علیه قاچاق مواد مخدر منجر به اعدام بسیاری به خاطر مالکیت مواد مخدر شد، از جمله معتادان، که اغلب بر اساس شواهد اندک بود. برخی از این افراد همچنین به عنوان مخالفان رژیم شناخته شدند.
رژیم جمهوری اسلامی مخالف این است که ایل‌ها و قوم‌ها خان و رهبر داشته باشند و تا الان رهبرهای زیادی مانند خسرو خان قشقایی، محمد خان ضرغامی،
در سال ۱۹۸۲، پاکسازی کمونیستها در ایران که در اوایل انقلاب اسلامی با رژیم اسلامی همکار بودند (مانند حزب توده) منجر به اعدام رهبران و برخی اعضای این حزب به اتهام جاسوسی برای اتحاد جماهیر شوروی شد. اعدام‌های سیاسی به مقیاس کمتری ادامه یافت. با تصویب قانون مجازات اسلامی ایران در سال ۱۹۸۲، جرائم عادی دوباره توسط دادگاه‌های معمولی، غیرانقلابی با حکم اعدام به دار آویخته شد. مخالفان سیاسی همچنان با تیرباران اعدام شدند، اما به مقیاس کمتری.
در سال ۱۹۸۸، دولت جمهوری اسلامی به‌طور مخفیانه ۲٬۰۰۰ تا ۴٬۰۰۰ زندانی سیاسی را اعدام کرد که بسیاری از آنها اعضای سابق یا هواداران گروه مجاهدین، کمونیست‌های سابق و دیگر مخالفان بودند. اعدام‌شدگان همه روابط خود را با سازمان‌های مخالف سابق خود کنار گذاشته بودند و بسیاری از آنها در آستانه پایان محکومیت‌های زندان خود بودند که به‌طور ناگهانی و مخفیانه اعدام شدند. اتهام‌ها «محاربه» یا ارتداد بود که به نظر منتقدان نمونه‌ای بارز از استفاده از اتهامات مذهبی به دلایل سیاسی بود. بیشتر آنها به دار آویخته شدند، اما چند نفر نیز با تیرباران اعدام شدند.
از سال ۱۹۸۸، اعدام‌های سیاسی کمتر رایج شده‌اند، هرچند که کشتارهای غیرقانونی از مخالفان برجسته رژیم تا سال ۱۹۹۸ ادامه داشت، مانند قتل‌های زنجیره‌ای. از اواخر دهه ۱۹۸۰، تقریباً تمام اعدام‌ها، چه سیاسی و چه جنایی، به‌وسیلهٔ دار آویختن انجام شده است.
منتقدان دادگاه‌های انقلاب به فرایند محاکمه انتقاد کرده و بیان کردند که محاکمات فاقد وکیل دفاع بوده، بسیار کوتاه (اغلب به مدت چند ساعت یا حتی چند دقیقه) و غیرقابل تجدیدنظر بوده‌اند. آنها همچنین به کمبود مدارک و اتکاء به شایعات قوی در محکومیت‌ها اشاره کردند، و بیان کردند که مخالفان سیاسی به‌طور ناعادلانه‌ای تحت تعقیب قرار گرفته و محکوم شدند. منتقدان همچنین به قاضی‌ها به‌دلیل تعصب، بی‌عدالتی، سخت‌گیری زیاد و استفاده مفرط از حکم اعدام انتقاد کردند و بیان کردند که اعدام به افرادی که مستحق آن نیستند، اعمال می‌شود. همچنین انتقادات دیگری در مورد اعترافات به‌دست‌آمده از طریق شکنجه وجود دارد. هنگامی که از یکی از قضات پرسیده شد که اگر فردی ناعادلانه اعدام شود، چه خواهد شد، او گفت که یک فرد بی‌گناه «پاداشی از سوی خداوند در بهشت دریافت خواهد کرد» ; بنابراین، توجه کمی به این‌که آیا متهم واقعاً گناهکار است یا نه، صورت می‌گرفت.

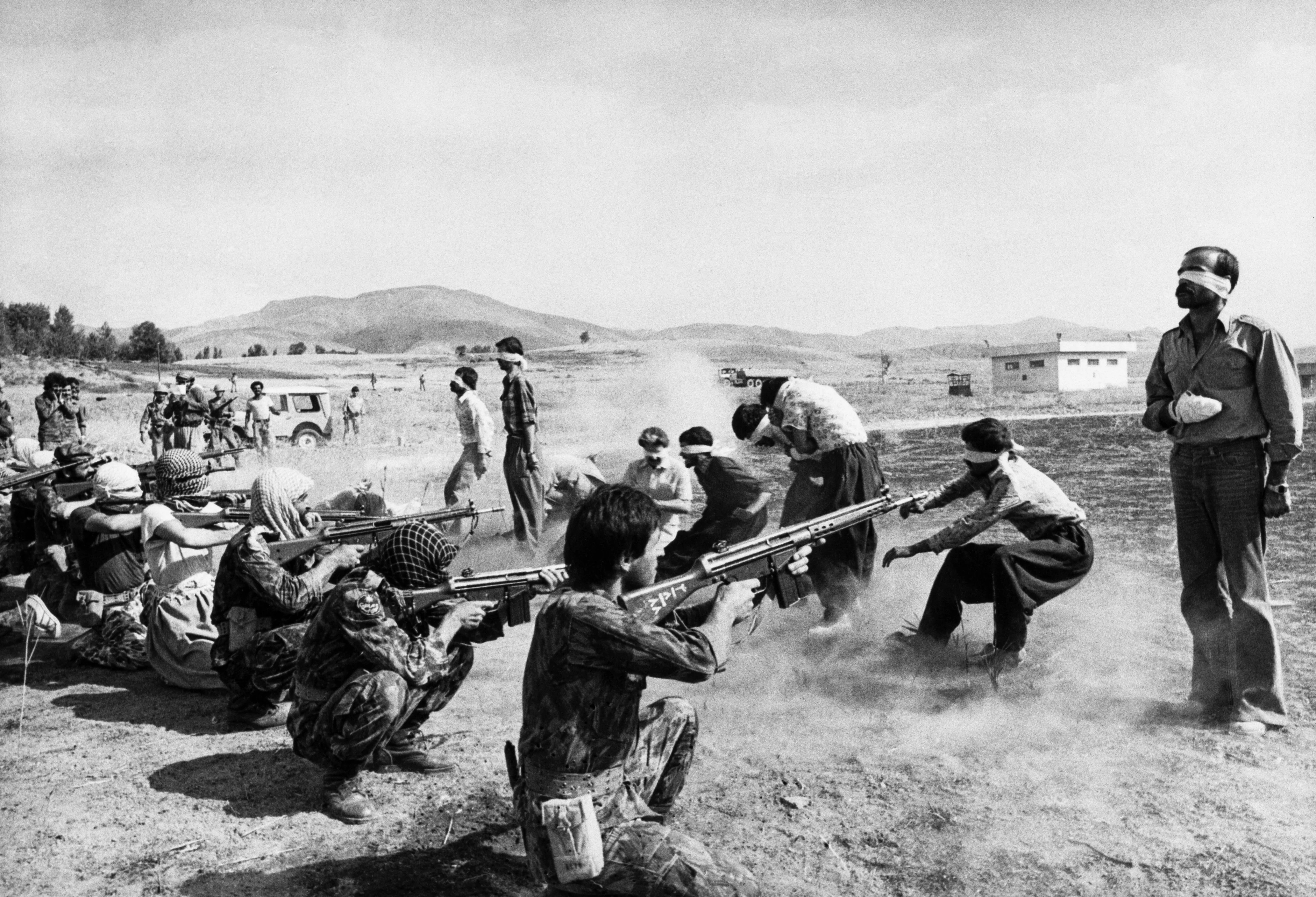
عکس جهانگیر رزمی «جوخه اعدام در ایران»

یکی از مشهورترین قضات «آویزنده» در ایران، آیت‌الله صادق خلخالی بود که به عنوان نخستین رئیس دادگاه انقلاب شناخته می‌شود. او به قاچاقچیان مواد مخدر و اعضای سابق دولت شاه هر دو حکم اعدام صادر می‌کرد. او به‌طور شخصی ۸۰۰ تا ۲۰۰۰ نفر را به اعدام محکوم کرد. در سال ۱۹۸۰، جهانگیر رزمی جایزه پولیتزر را برای عکس معروفش «جوخه اعدام در ایران» دریافت کرد. این عکس نشان‌دهنده اعدام هفت کُرد و دو پلیس شاه در فرودگاه سنندج، چند دقیقه پس از محکومیت آنها به اتهام «تروریسم و جرایم علیه خدا» توسط آیت‌الله صادق خلخالی، در جریان شورش گروه‌های مسلح کُرد بود. محاکمه آنها ۳۰ دقیقه طول کشید.

### سنگسار
افرادی که به سنگسار محکوم می‌شوند در یک گودال سنگسار قرار می‌گیرند. زنان تا گردن و مردان تا کمر دفن می‌شوند و دیگران به سمت آن‌ها سنگ پرتاب می‌کنند تا زمانی که یا از گودال فرار کنند، ضعیف ویا ناتوان شوند، یا کشته شوند. به دلیل اینکه مردان (برخلاف زنان) تنها تا کمر دفن می‌شوند، گاهی موفق به فرار از گودال می‌شوند که مجازات خاتمه می‌یابد. در برخی موارد، حداقل دو گزارش روزنامه‌ای وجود دارد که در آن‌ها زنان توانسته‌اند در حالی که در حال سنگسار بودند خود را از گودال بیرون بکشند، اما با این حال پس از آن که به زور به گودال برگردانده شدند، کشته شده‌اند. قانون ایران فرمان می‌دهد که سنگهای استفاده شده باید به اندازه‌ای کوچک باشند که به‌طور آنی کشنده نباشند. طبق گفته شاپرک خورسندی، در اعدام‌های سنگسار در ایران، اکثر قربانیان ظرف دو ساعت از پرتاب نخستین سنگ می‌میرند.مقامات ایرانی، مانند محمدجواد لاریجانی، (رئیس شورای حقوق بشر ایران) به دفاع از این روش پرداخته‌اند و استدلال کرده‌اند که ممکن است به عنوان مجازاتی کمتر شدید از سایر روش‌های اعدام به نظر برسد، زیرا ممکن است شانس بقا وجود داشته باشد. با این حال، این دیدگاه به شدت توسط سازمان‌های حقوق بشری بین‌المللی مورد انتقاد قرار گرفته است.
در سال ۲۰۰۸، «قوه قضائیه ایران تأیید کرد که در تاریخ ۵ ژوئیه، مردی در استان قزوین به جرم زنا سنگسار شد»، و طبق گزارش کمپین بین‌المللی حقوق بشر در ایران، «بین سال‌های ۲۰۰۶ و ۲۰۰۸ شش نفر به جرم زنا سنگسار شدند و ۱۳ نفر دیگر در انتظار حکم خود از زندان‌های ایران هستند».
تا ۱۹ نوامبر ۲۰۱۹، فدراسیون بین‌المللی حقوق بشر بیانیه‌ای صادر کرد که در آن آمده بود «سنگسار به دلیل زنا» هنوز «در قانون ایران پیش‌بینی شده است»؛ اینکه «چندین نفر هنوز در انتظار اجرای حکم اعدام با سنگسار هستند» و اینکه «در سال ۲۰۱۸، دو زن به جرم سنگسار محکوم شدند».

### پرتاب از بلندی
جمهوری اسلامی ایران به استفاده از پرتاب از بلندی یک نوع اعدام برای مجازات همجنس‌گرایی متهم است. در سال ۲۰۰۸، سازمان عفو بین‌الملل گزارش داد که طیب کریمی و یزدان به اتهام آدم‌ربایی، تجاوز و دزدی محکوم و در ماه مه ۲۰۰۷ توسط قاضی در شیراز،استان فارس، جنوب ایران به اعدام محکوم شدند. قاضی دستور داده بود که آنها به شیوه‌ای که توصیف شده بود، از صخره یا از ارتفاعی بلند به پایین پرتاب شوند. چهار مرد دیگر به خاطر نقش خود در همان جرائم به ۱۰۰ ضربه شلاق محکوم شدند.

### مرگ‌های فرا قضایی
اعدام نباید بدون حکم دادگاه و طی شدن روند کامل قضایی از جمله عمل به تشریفات آیین دادرسی کیفری و رعایت حقوق متهم انجام شود. اعدام «خودسرانه» یا «فرا قضایی» در مواردی به کار می‌رود که حکومت بدون حکم قضایی یا بدون رعایت آیین دادرسی و تشریفات دادگاه و با خودداری از رعایت حقوق متهم از جمله حق دفاع مؤثر، حکم اعدام صادر یا اجرا کند. تفاوت اعدام خودسرانه با قتل عمد در این است که در اولی حکومت به ضرب تسلط و اختیاراتی که دارد علناً از فرد سلب حیات می‌کند در حالی که در دومی فرد یا افراد به‌طور پنهانی و مخفیانه دست به این کار می‌زنند.

## اعدام‌ها در سالهای اخیر
- در سال‌های ۲۰۱۰ (۱۳۸۹ شمسی) و ۲۰۱۱ (۱۳۹۰ شمسی) علی صارمی،[۹۵][۹۶][۹۷] محمدعلی حاج آقایی و جعفر کاظمی به دلیل هواداری و همکاری با سازمان مجاهدین خلق توسط حکومت ایران اعدام شدند.[۹۸][۹۹]
- در تاریخ ۳ مه ۲۰۱۶، رضا حسینی، ۳۴ ساله، در زندان قزل‌حصار به اتهام ادعایی مواد مخدر اعدام شد، پس از محاکمه‌ای که در دادگاه انقلاب تنها چند دقیقه به طول انجامید. همسر حسینی اصرار دارد که او بی‌گناه بوده است. وی می‌گوید حسینی به دلیل درگیری با مقامات دستگیر شد و مواد مخدر در واقع توسط مقامات در مکانی دیگر کشف شده بود. حسینی هرگز به گناه اعتراف نکرد. در این باره، قاضی طایرانی پاسخ داد: «اگر بی‌گناه هستی، پس بعد از اعدام به بهشت خواهی رفت.»
- در تاریخ ۲۰ دسامبر ۲۰۱۸، سازمان دیده‌بان حقوق بشر از رژیم ایران خواست تا تحقیق کرده و توضیحی برای مرگ وحید صیادی نصیری که به دلیل توهین به رهبر معظم علی خامنه‌ای زندانی شده بود، پیدا کند. به گفته خانواده‌اش، نصیری در اعتصاب غذا بود، اما پیش از مرگش از دریافت مراقبت‌های پزشکی محروم شد
- در تاریخ ۱۲ دسامبر ۲۰۲۰، روزنامه‌نگار روح‌الله زم به اتهام «افساد فی‌الارض» اعدام شد.[۱۰۰][۱۰۱]
- در تاریخ ۵ سپتامبر ۲۰۲۲، خبرگزاری رسمی ایران، ایرنا، گزارش داد که دو زن فعال حقوق همجنس‌گرایان، زهرا صدقی همدانی و الهام چوبدار، به اتهام «افساد فی‌الارض» و قاچاق انسان به اعدام محکوم شده‌اند. اتحادیه اروپا در تاریخ ۱۳ سپتامبر ۲۰۲۲ این احکام اعدام را محکوم کرد.[۱۰۲]
- در تاریخ ۸ دسامبر ۲۰۲۲، محسن شکاری، ۲۳ ساله، توسط اعدام به دار آویخته شد. دادگاه انقلاب او را به اتهام «محاربه» و زخمی کردن یکی از اعضای نیروی شبه‌نظامی با قمه، مجرم شناخته بود. او در اعتراضات مهسا امینی شرکت کرده بود.[۱۰۳]
- در نوامبر ۲۰۲۲، شورای حقوق بشر سازمان ملل متحد برای بررسی نحوه برخورد ایران با اعتراضات تصمیم به تحقیق گرفت، اما تهران از همکاری با این مأموریت به دلیل «سیاسی» بودن آن خودداری کرد. در روز چهارشنبه ۱۴ دسامبر ۲۰۲۲، اخراج ایران از کمیسیون وضعیت زنان سازمان ملل به رأی گذاشته شد و پیش‌بینی می‌شود که با وجود اعتراضات تهران، این رأی‌گیری به تصویب برسد. اخیراً، استرالیا و نیوزیلند به ایالات متحده، اتحادیه اروپا، بریتانیا و کانادا پیوسته و تعدادی از مقامات و نهادهای ایرانی را به دلیل اعتراضات جاری تحریم کرده‌اند که تهران این اقدام را محکوم کرده است. اعدام رهنورد در روز دوشنبه، مشابه اعدام محسن شکاری، نشان داد که دستگاه قضایی ایران با سرعت زیادی به پرونده‌های مربوط به اعتراضات رسیدگی می‌کند. او کمتر از یک ماه پس از دستگیری اعدام شد. در تاریخ ۱۷ نوامبر، دستگاه قضایی ادعا کرد که رهنورد دست به یک عمل «تروریستی» زده و دو روز بعد، به اتهام «محاربه» دستگیر شد.[۱۰۴]محاکمه مجیدرضا رهنورد در مشهد،[۱۰۵]استان خراسان رضوی، طی یک جلسه و در مقابل «دادگاه انقلاب» انجام شد و در تاریخ ۲۹ نوامبر به اتهام «محاربه» محکوم شد. به رهنورد اجازه انتخاب وکیل داده نشد و او یک وکیل تسخیری دریافت کرد که دفاعی در دادگاه ارائه نکرد. این وضعیت مشابه پرونده محسن شکاری بود که به گفته منابع حقوق بشری، در طول بازجویی‌ها و مراحل قانونی به وکیل دسترسی نداشت.
- بامداد سه‌شنبه ۱۶ مرداد ۱۴۰۳ رضا رسایی در زندان مرکزی کرمانشاه (دیزل‌آباد) بدون اطلاع به خانواده اعدام شد. وی در جریان اعتراضات ۱۴۰۱ در شهرستان صحنه کرمانشاه دستگیر و با اعتراف اجباری در زیر شکنجه به قتل رئیس اداره اطلاعات شهرستان «صحنه» متهم شد. نهادهای امنیتی اجازه دفن او را در صحنه به خانواده‌اش ندادند.[۱۰۶][۱۰۷][۱۰۸]
- چهارشنبه ۱۷ مرداد ۱۴۰۳ در اعدام جمعی ۲۲ نفر را در زندان قزل‌حصار کرج اعدام کرد. در میان این ۲۲ نفر ۷ زندانی سنی مذهب اعدام شدند.[۱۰۹][۱۱۰][۱۱۱]
- ۱۹ فروردین ۱۴۰۴ پنج زندانی سیاسی -عقیدتی اهل سنت به نام‌های فرهاد شاکری، عبدالرحمن گرگیج، عبدالحمید عظیم گرگیج، مالک فدایی‌نسب و تاج‌محمد خرمالی به اتهام بغی در زندان وکیل آباد مشهد اعدام شدند. این زندانیان در دی ۱۴۰۳ در نامه‌ای به سازمان ملل و نهادهای حقوق بشری از شکنجه‌های وحشیانه برای گرفتن اعتراف اجباری از آنان پرده برداشتند.[۱۱۲][۱۱۳]
- ۱ اردیبهشت ۱۴۰۴، حمید حسین‌نژاد حیدرانلو، از روستای سگریک و اهل چالدران، در زندان ارومیه به اتهامی که زیر شکنجه به آن وادار شده بود، مخفیانه اعدام شد. او سه فرزند داشت. تنها چند روز پس از بازداشتش در ۲۴ فروردین، زیر شکنجه‌های جسمی و روانی، وادار به اعتراف به جرمی شد که فریاد می‌زد مرتکب نشده است.[۱۱۴][۱۱۵][۱۱۶]
- ۲۱ خرداد ۱۴۰۴ مجاهد کورکور اعدام شد، این حکم قوه قضائیه در حالی به اجرا درآمد که خانواده پیرفلک بارها انتساب این اتهام به شهروندان ایذه از جمله مجاهد کورکور را رد کرده و بر تیراندازی از سوی ماموران تاکید کرده‌اند.[۱۱۷][۱۱۸]
- در ۲۶ خرداد ۱۴۰۴ جمهوری اسلامی اسماعیل فکری توسط جمهوری اسلامی اعدام شد پس از آنکه در دسامبر ۲۰۲۳ به اتهام همکاری با موساد اسرائیل دستگیر شده بود. طبق کیفرخواست او سعی داشت اطلاعات محرمانه و حساس درباره ایران را در ازای دریافت پول به اسرائیل منتقل کند و در طول فعالیت خود با دو مامور موساد در تماس بود.[۱۱۹][۱۲۰] در تاریخ ۲ تیر ۱۴۰۴ همچنین محمد امین مهدوی شایسته، زندانی سیاسی، به اتهام همکاری با موساد اسرائیل اعدام شد.[۱۲۱]
- صبح ۵ مرداد ۱۴۰۴ دو زندانی سیاسی بهروز احسانی و مهدی حسنی از اعضای «کارزار سه‌شنبه‌های نه به اعدام» را بصورت ناگهانی اعدام کردند.[۱۲۲][۱۲۳]

## آمار اعدام‌ها و کشتارها در جمهوری اسلامی
«بروید خدا را شکر کنید که زنده هستید. ما اگر می‌خواستیم فتوای امام [خمینی] را به‌طور کامل اجرا کنیم باید نصف مردم ایران را دستگیر و اعدام می‌کردیم». (گفتهٔ حمید نوری، یکی از عوامل اعدام‌های دسته‌جمعیِ سال ۱۳۶۷ در جلسه دادگاهی‌اش، خطاب به برخی از زندانیان)

«آیا می‌دانید که جنایاتی در زندان‌های جمهوری اسلامی به نام اسلام در حال وقوعند که شبیه آن در رژیم منحوس شاه، هرگز دیده نشد؟! آیا می‌دانید که تعداد زیادی از زندانی‌ها تحت شکنجه توسط بازجویانشان کشته شده‌اند؟! آیا می‌دانید که در زندان [شهر] مشهد، حدود ۲۵ دختر به خاطر آنچه بر آن‌ها رفته بود، مجبور به درآوردن تخمدان یا رحم شدند؟! آیا می‌دانید که در برخی زندان‌های جمهوری اسلامی، دختران جوان به زور، مورد تجاوز قرار می‌گیرند!»

نامه منتظری به خمینی پس از اطلاع از اعدام دسته‌جمعی زندانیان عقیدتی-سیاسی ایران در تابستان ۱۳۶۷.

«بزرگ‌ترین جنایتی که در جمهوری اسلامی شده و در تاریخ، ما را محکوم می‌کند، به دست شما انجام شده و [نام] شما را در آینده، جزو جنایت‌کاران در تاریخ می‌نویسند!»
حسینعلی منتظری، در آغاز جلسهٔ خصوصی با مسئولان «هیئت مرگ» یعنی حسین‌علی نیری، مصطفی پورمحمدی، سید ابراهیم رئیسی و مرتضی اشراقی در تاریخ ۲۴ مرداد ۱۳۶۷.

«خمینی را در آینده، خون‌ریز، سفاک و فتاک، لقب خواهند داد».
حسینعلی منتظری، در جلسهٔ خصوصی با حسین‌علی نیری، مصطفی پورمحمدی، سید ابراهیم رئیسی و مرتضی اشراقی در تاریخ ۲۴ مرداد ۱۳۶۷.

از سال ۱۳۵۷ تا ۱۳۹۹ خورشیدی بیش از ۴۴۶۰۰ (چهل و چهار هزار و ششصد) انسان در نظام جمهوری اسلامی ایران، با شیوه‌های همچون: حلق‌آویز شدن، ترور شدن، کشته شدن در اعتراضات خیابانی و شکنجه در زندان، کشته شده‌اند:
1. از بهمن ۱۳۵۷ تا اسفند ۱۳۵۸: ۴۳۸ اعدام؛[۱۲۹]
2. در سال ۱۳۵۹: ۶۲۴ تن؛[۱۲۹]
3. از سال ۱۳۶۰ تا ۱۳۶۴: ۱۴۷۹۴ اعدام؛[۱۲۹]
4. در سال‌های ۱۳۶۵ و ۱۳۶۶: از ۱۴۵۶ تا ۱۶۷۱ اعدام؛[۱۲۹]
5. کودکان و زنان اعدام شده از سال ۱۳۶۰ تا ۱۳۶۷: ۳۲۰۰ تن؛[۱۲۹]
6. در سال ۱۳۶۷: ۴۴۸۴ اعدام (اعم از: دین‌باور و دین‌ناباور)؛[۱۲۹]
7. در جریان قتل‌های زنجیره‌ای ایران: بیش از ۸۰ نویسنده، مترجم، شاعر، فعال سیاسی و شهروند عادی…؛[۱۲۹]
8. از سال ۱۳۶۷ تا ۱۳۷۷: ۶۷۸۳ اعدام؛[۱۲۹]
9. در حمله به کوی دانشگاه تهران (۱۸–۲۳ تیر ۱۳۷۸): ۷ کشته؛[۱۲۹]
10. از سال ۱۳۷۸ تا ۱۳۸۷: ۵۲۲۰ اعدام؛[۱۲۹]
11. از خرداد ۱۳۸۸ تا تیر ۱۳۸۹: ۱۵۲ اعدام؛[۱۲۹]
12. در سال‌های ۱۳۹۱ و ۱۳۹۲: ۸۱۴ اعدام (۱۶ تن کودک، ۱۹ تن زن، ۶۹۷ تن نیز اعدام به گونهٔ گروهی)؛[۱۲۹]
13. در سال ۱۳۹۳: ۹۶۶ اعدام؛[۱۲۹]
14. در سال ۱۳۹۴: ۱۴۷۱ اعدام؛[۱۲۹]
15. در سال ۱۳۹۵: ۹۶۹ اعدام؛[۱۲۹]
16. اعدام بهائیان: ۲۰۲ تن؛[۱۲۹]
17. کشتگان فقط اعتراضات دی ۱۳۹۶: ۵۰ تن[۱۳۰] (در خیابان و زندان)؛
18. در سال ۱۳۹۶ (۲۰۱۸–۲۰۱۷): ۴۴۶ اعدام؛[۱۳۱]
19. در سال ۱۳۹۷ (۲۰۱۹–۲۰۱۸): ۲۳۶ اعدام؛[۱۳۲]
20. در سال ۱۳۹۸ (۲۰۲۰–۲۰۱۹): ۲۴۸ اعدام؛[۱۳۳]
21. کشتگان فقط اعتراضات آبان ۱۳۹۸: ۱۵۰۰ تن[۱۳۴][۱۳۵][۱۳۶](در خیابان و زندان) و بر پایه برخی بررسی‌ها (ی تخمینی): بیش از ۵۰۰۰ تا ۷۵۰۰[۱۳۷][۱۳۸][۱۳۹][۱۴۰][۱۴۱][۱۴۲][۱۴۳]؛
22. در سال ۱۳۹۹ (۲۰۲۱–۲۰۲۰): ۲۷۶ اعدام؛[۱۴۴][۱۴۵]
23. در سال ۱۴۰۰ (۲۰۲۲–۲۰۲۱): ۲۵۴ اعدام (از جمله، کودکان)؛[۱۴۶]
24. در سال ۲۰۲۳: ۸۵۳ اعدام (۷۴ درصد از کل اعدام‌های ثبت‌شده در جهان بوده‌است).[۱۸]
25. در سال ۲۰۲۴: دست‌کم ۹۷۵ اعدام (۶۴ درصد از کل اعدام‌های ثبت‌شده در جهان بوده‌است).[۱۹][۲۱]
26. در ماه مارس ۲۰۲۵، دست‌کم حکم اعدام ۵۸ زندانی در زندان‌های جمهوری اسلامی ایران اجرا شده است. این رقم نسبت به ماه مارس ۲۰۲۴، که در آن احکام اعدام ۱۸ زندانی به اجرا درآمد، دست‌کم ۴۰ مورد افزایش داشته و افزایشی معادل ۲۲۲ درصد را نشان می‌دهد.[۲۲]
27. در ماه مه ۲۰۲۵  دست‌کم ۱۵۲ نفر در جمهوری اسلامی ایران اعدام شدند.  از کل ۱۵۲ اعدام مستندشده، رسانه‌های رسمی فقت درباره ۱۵ مورد (۱۰ درصد) خبر دادند. از میان اعدام‌شدگان ۴ زن، ۵ تبعه افغانستان، ۱۹ شهروند بلوچ و ۹ شهروند کُرد هستند.[۱۴۷]

#### آمار دگراندیشان ترور شده
برخی از منابع رسمی، آمار کشته‌شدگان دگراندیشان عقیدتی و سیاسی در پروژه قتل‌های زنجیره‌ای ایران را از ۳۰۰ (سیصد) تا بیش از ۱۰۰۰ (هزار) تن دانسته‌اند که ۱۸۰ تن از آن‌ها فقط از سال ۱۳۶۹ تا ۱۳۷۷ ترور و کشته شده‌اند.

### آمار کشتار بهائیان
تنها از تاریخ ۱۳۵۷ خورشیدی (۱۹۷۸ م) تا مرداد ۱۳۸۴ (۲۰۰۵)، بیش از ۲۲۰ (دویست و بیست) بهائی توسط نظام جمهوری اسلامی ایران کشته شده‌اند.
1. سال ۱۳۵۷: ۱۰ تن؛
2. سال ۱۳۵۸: ۸ تن؛
3. از بهمن ۱۳۵۸ تا خرداد ۱۳۶۰: ۳۵ تن؛
4. از خرداد ۱۳۶۰ تا مهر ۱۳۶۰: ۳۹ تن؛
5. از مهر ۱۳۶۰ تا مرداد ۱۳۶۷: ۱۲۰ تن؛
6. از مرداد ۱۳۶۷ تا مرداد ۱۳۶۸: ۳ تن؛
7. از مرداد ۱۳۷۶ تا ۱۳۸۴: ۵ تن…[۱۵۰]

### آمار سنگسار
بر پایه گزارش روزنامه فرانسوی فیگارو، در تاریخ جمهوری اسلامی، ۱۵۰ (صد و پنجاه) حکم سنگسار، اجرا شده است.

### آمار کشتار دگرباشان جنسی
آمار دقیقی از شمار اعدام‌شدگان انسان‌های همجنس‌گرا در دورهٔ نظام جمهوری اسلامی ایران، در دست نیست؛ ولی کنشگران حقوق بشر باورمندند که بیش از ۴٫۰۰۰ (چهار هزار) مرد و زن همجنس‌گرا، در این دوره، در ایران، اعدام شده‌اند.

### آمار کشتگان، ناپدیدشدگان و زخمیان جنگی
آمار کشتگان و ناپدیدشدگان در جنگ ۸ سالهٔ ایران و عراق (از شهریور ۱۳۵۹ تا ۱۳۶۷ و بر پایهٔ آمار جمهوری اسلامی): ۱۹۰۰۰۰ (صد و نود هزار) کشته و ۶۷۲۰۰۰ (ششصد و هفتاد و دو هزار) زخمی.

### آمار کشته‌شدگان در زندان
شمار قابل توجهی از زندانیان در زندان‌های حکومت جمهوری اسلامی ایران، زیر شکنجه، کشته شده‌اند.
نام‌های برخی از آنان عبارت است از: کاووس سیدامامی (۱۳۹۶)، وحید حیدری (۱۳۹۶)، سینا قنبری (۱۳۹۶)، سارو قهرمانی (۱۳۹۶)، زهرا بنی‌یعقوب (۱۳۸۶)، ابراهیم لطف‌اللهی (۱۳۸۶) و زهرا کاظمی (۱۳۸۲)...

## واکنش‌ها
- روز دوشنبه ۲۵ اکتبر ۲۰۲۱ جاوید رحمان، گزارشگر ویژه حقوق بشر سازمان ملل متحد در امور ایران وضعیت اعدام‌ها در ایران را وخیم نامید و ادامه داد: «جمهوری اسلامی ایران همچنان به اعدام افراد ادامه می‌دهد و در یکسال گذشته بیش از دویست نفر اعدام شدند.» وی افزود: «برخی از این احکام اعدام براساس اعترافات اجباری و اعتراف تحت شکنجه صورت گرفته است. این احکام بر اساس عدالت صادر نشده‌اند.» وی در ادامه صحبت‌هایش گفت: «جمهوری اسلامی ایران همچنان به اعدام کسانی که در زیر ۱۸ سال مرتکب جرم شده‌اند، ادامه می‌دهد. ایران عضو کنوانسیون حقوق کودک است و نباید کودک مجرمان با اعدام مجازات شوند.»[۱۵۵]
- روز پنجشنبه ۲۳ دی ۱۴۰۰ شماری از گزارشگران سازمان ملل از جمله جاوید رحمان، گزارشگر ویژه سازمان ملل در امور حقوق بشر ایران در ژنو از مقامات قضایی جمهوری اسلامی خواسته‌اند احکام اعدام علیه کودک-مجرمان را متوقف کنند.[۱۵۶][۱۵۷]
- روز چهارشنبه ۲۵ خرداد ۱۴۰۱ سازمان حقوق بشر ایران، مستقر در نروژ، از اعدام هشت زندانی در زندان رجایی‌شهر در این روز خبر داد و اعدام حدود ۵۰ نفر در ایران در طی دو هفته گذشته خبر داد.[۱۵۸]
- روز سه‌شنبه ۳۱ خرداد نادا النشیف، معاون حقوق بشر دبیرکل سازمان ملل، در گزارشی در پنجاهمین جلسه شورای حقوق بشر سازمان ملل گفت: «در حالی که در سال ۲۰۲۰ تعداد ۲۶۰ نفر در ایران اعدام شدند، این رقم در سال ۲۰۲۱ به دست‌کم ۳۱۰ نفر رسید که حداقل ۱۴ نفر از آن‌ها زن بودند.» و ادامه داد: «این روند افزایشی همچنان ادامه یافته و تنها در سه‌ماهه اول سال ۲۰۲۲ یعنی بین ۱ ژانویه تا ۲۰ مارس ۲۰۲۲، دست‌کم ۱۰۵ نفر در جمهوری اسلامی اعدام شده‌اند که بسیاری از آن‌ها متعلق به گروه‌های اقلیت بودند.»[۱۳][۱۲]
- ۲ شهریور ۱۴۰۱ گزارش جاوید رحمان به مجمع عمومی سازمان ملل فرستاده شد که در آن به موج جدید اعدام‌ها از اول ژانویه تا ۳۰ ژوئن سال ۲۰۲۲ که دست‌کم ۲۵۱ نفر بوده است، اشاره کرده است.[۱۵۹]
- هشتگ «#نه_به_اعدام»، از هشتگ هایی است که در ایران برای جلوگیری از اعدام شکل گرفته است.
- کارزار سه‌شنبه‌های نه به اعدام یکی از کارزارهای مخالفت با اعدام در ایران بوده است.